# Pakrác vára
Pakrác vára (horvátul: Grad Pakrac), várhely Horvátországban, Pakrác városában.

## Fekvése
A vár a mai Pakrác főterén állt egykor.

## Története
A vár pontos építési ideje nem ismert, csak annyi bizonyos, hogy 12. század végén már erős vár állt itt, melyet a templomosok, vagy a johanniták építettek. A korabeli utazók leírásai alapján a vár szabálytalan ötszög alaprajzú volt vastag, erős falakkal, melyet külső tornyok és sáncok erősítettek. Belül egy faragott kövekvől épített négyszögletes torony állt. A várban 1256 és 1260 között pénzverde is működött, ahol a szlavón bánok pénzeit verték. A pénzverdét 1260-ban ismeretlen okból Zágrábba költöztették. 
A pakráci Szent János vár volt a johannita lovagrend és vránai priorátus itteni, területi székhelye, abban az időben, amikor Pakrác még Dubica vármegyéhez tartozhatott. Itt székeltek később a vránai priorok, de már Vrána elvesztése (1538) előtt is gyakran jöttek ide. 1439-ben a Thallóczy fivéreket találhatjuk itt. 
1445-ben a perjelség és a Cilleiek hadvezére, Vitovecz János közt kitört háborúban itt esett el Thallóczy János vránai perjel, aki 1440-ben az első török ostrom idején Nándorfehérvár várának parancsnokaként Nándorfehérvárat hősiesen megvédte. 1450-ben a vár Szentgyörgyi Tamás perjelé, majd továbbra is a perjelségé, amíg védelmi okokra hivatkozva Zrínyi Miklós el nem foglalta. 1537-ben Pakrác már Zrínyi Miklós tulajdona, de már azt megelőzően megszerezte a perjelség itteni jószágait. 
1543-ban a vár már elhagyott volt, de ekkor a pozsonyi országgyűlés őrséget rendelt bele. Ezután a török hódításig eltelt rövid időben a Zrínyiek igazgatása alatt volt. A török kiűzése után Pakrác előbb kamarai birtok, majd Johannes Theodor Imbsen báró udvari titkos tanácsos tulajdona lett. Ekkor a vár már nagyon rossz állapotban volt, ezért helyette főúri kastély építésébe kezdtek. Ez lett a későbbi Jankovich-kastély magja. Utolsó falait az 1920-as években bontották le. A második világháború után részben a lebontott vár anyagából felépítették a községi hivatal épületét.

## A vár mai állapota
A vár Pakrác közepén a fő téren állt, de a falak csekély maradványai mára alig kivehetők.